# سیارک ۱۲۱۲
سیارک ۱۲۱۲ (به انگلیسی: 1212 Francette، نامگذاری:1931XC) هزار و دویست و دوازدهمین سیارک کشف شده‌است که در ۳ دسامبر ۱۹۳۱ و در الجزیره کشف شد.
قدر مطلق سیارک برابر ۹٫۵۴ است.